# Elsie Janis
Elsie Janis, nata Elsie Bierbower e soprannominata Little Elsie (Columbus, 16 marzo 1889 – Los Angeles, 26 marzo 1956), è stata una cantante, attrice, compositrice e sceneggiatrice statunitense.
Per il suo contributo all'industria cinematografica statunitense, Elsie Janis è stata omaggiata con una stella sull'Hollywood Walk of Fame al 6776 di Hollywood Blvd.

## Filmografia

### Sceneggiatrice
- The Caprices of Kitty, regia di Phillips Smalley - sceneggiatrice (1915)
- Betty in Search of a Thrill, regia di Phillips Smalley - soggetto e sceneggiatura (1915)
- Nearly a Lady, regia di Hobart Bosworth - soggetto (1915)
- 'Twas Ever Thus, regia di Elsie Janis[2][3] (1915)
- The Imp, regia di Robert Ellis - soggetto (1919)
- Oh, Kay!, regia di Mervyn LeRoy (1928)
- Close Harmony, regia di John Cromwell e A. Edward Sutherland - soggetto (1929)
- Madame Satan (Madam Satan), regia di Cecil B. DeMille - sceneggiatura (1930)
- Mi sposo... e torno! (Reaching for the Moon), regia di Edmund Goulding (1930)
- Naturich la moglie indiana (The Squaw Man), regia di Cecil B. DeMille - dialoghi (1931)

### Attrice
- The Caprices of Kitty, regia di Phillips Smalley (1915)
- Betty in Search of a Thrill, regia di Phillips Smalley (1915)
- Nearly a Lady, regia di Hobart Bosworth (1915)
- 'Twas Ever Thus, regia di Elsie Janis[2][3] (1915)
- The Imp, regia di Robert Ellis (1919)
- A Regular Girl, regia di James Young (1919)
- Women in War, regia di John H. Auer (1940)